# 先事館
先事館（せんじかん）は、江戸時代の天文学者・麻田剛立によって大坂に開かれた天文暦学の私塾。
医業のかたわら天文学を研究していた麻田は、自宅を私塾として武家・町人の別を問わず弟子をとり、教鞭を振るっていた。麻田は天文学研究のため、望遠鏡や反射鏡などの観測器具を自ら改良したほか、その研究は『崇禎暦書』を基盤とし、理論を実測で確認するという近代的なものであったとされる。
麻田の弟子には幕府天文方となり、伊能忠敬に天文学と測量学を教えた高橋至時や山片蟠桃、間重富らがいる。
先事館のあった場所は、大阪市東区本町三丁目三休橋筋以西（現・大阪市中央区本町三丁目3-4番地）とされている。なお、「先事館」跡の碑は建てられていない。